# Cortes de Baza
Cortes de Baza er en by og kommune i det sydøstlige Spanien i provinsen Granada. Den har et indbyggertal på 1.793 (2024) indbyggere.